# Lymfangioleiomyomatose
Lymfangioleiomyomatose (LAM) is een zeldzame, diffuse, progressieve aandoening van de longen , die jonge vrouwen in de vruchtbare leeftijd treft. De oorzaak is onbekend. Histologisch gaat het om sterke groei van de gladde spiercellen in het longinterstitium met hierbij vorming van cystes, gelijkend op die van emfyseem. Cystes in longen en in het abdomen.
Het woord is samengesteld uit verschillende afleidingen uit het Latijn en Grieks: lympha (Lat.) betekent 'helder water' en verwijst naar lymfe, een lichaamsvocht; angeion (Gr.), 'vat', hier bloedvat, leios (Gr.), 'glad', mus (Gr.), 'spier', -oma (Gr.) betekent 'tumor van -' en -ose duidt op 'ziekte'. Lymf-angio-leio-my-omat-ose is een kankerachtige groei van glad spierweefsel in de lymfevaten – vooral in de longen.

## Epidemiologie
Hoe vaak de ziekte precies voorkomt is onbekend. Het gaat om een zeer zeldzame ziekte en het is  moeilijk om een diagnose te stellen. Vaak wordt het beeld verward met COPD of astma. Er is weinig over bekend. In Nederland zijn 53 vrouwen met LAM bekend. In het centrum voor interstitiële longaandoeningen in Nederland, het St. Antoniusziekenhuis in Nieuwegein, zijn de meeste LAM-vrouwen bekend. LAM is een ziekte die vrijwel alleen voorkomt bij vrouwen die nog niet in de menopauze zijn: 70% van de nieuwe patiënten is tussen de 20 en 40 jaar, slechts 5% is ouder dan 50.

## Symptomen
Er zijn veel verschillende manieren waarop LAM zich kan manifesteren. Meestal wordt benauwdheid als belangrijkste klacht genoemd (90%). Andere veelvoorkomende klachten zijn (vaak tweezijdige) steeds terugkerende klaplong (>50%), hoesten (<50%), chylothorax (32%, hierbij is de afvloed van chyle (een melkwitte vloeistof bestaande uit lymfevocht met vrije vetzuren) gestoord, in het geval van LAM komt dit door aantasting van de ductus thoracicus (grote borstbuis) of scheuring van het lymfatisch systeem 
(door spiercelproliferatie), bloed ophoesten (hemoptoë) (30%), pijn in of op de borst (22%) en chyleuze ascites (10%). Minder voorkomende symptomen zijn een piepende ademhaling, chylurie (chyle in de urine en chyloptoë (ophoesten van chyle).

## Pathologie/pathogenese
Bij LAM wordt rond de bronchovasculaire structuren, en doorgroeiend in het interstitium, overmatige groei van de gladde spiercellen gevonden. Hierbij ontstaan op emfyseem lijkende holtevormige verwijdingen (1 mm tot enkele centimeters) van de terminale (uiterste) bronchioli. Het interstitium, de lymfeklieren (hilair mediastinaal en retroperitoneaal) en de ductus thoracicus zijn verdikt, allemaal als gevolg van de overmatige groei van spiercellen (proliferatie).
Het is onbekend waardoor deze abnormale spiercelgroei ontstaat. Het is in ieder geval zeer waarschijnlijk (uit de epidemiologie) dat het hormoon oestrogeen een belangrijke rol speelt. De spiercellen vertonen zeer veel oestrogeen- en progesteronreceptoren. De cysteformatie is van onduidelijke oorsprong, de link tussen de cystes en de celproliferatie kan niet worden gelegd.

## Prognose
LAM is een progressieve ziekte (een chronische ziekte die steeds erger wordt) met een overleving die sterk afhangt van persoon tot persoon. Patiënten met een milde vorm van LAM kunnen een relatief normaal leven leiden en mits goede behandeling en opvolging hebben zij een normale levensverwachting.
Er is geen genezende behandeling bekend voor LAM. Corticosteroïden en cytotoxica geven geen verbetering. In 2010 is bij een onderzoeksstudie in de Verenigde Staten gebleken dat Sirolimus®(rapamycin) bij een groot deel van de LAM-patiënten de progressie afremt en de FEV1 verbetert. De resultaten hiervan zijn tot nu toe hoopgevend.

## Therapie
Er is geen genezende behandeling bekend voor LAM. Het medicijn Sirolimus vlakt bij een groot deel van de LAM-patiënten de progressiviteit van LAM af. Ook verbetert de FEV1 bij veel LAM-patiënten.
Sinds 2012 is er een Europese behandelrichtlijn voor LAM.
Indien de patiënt geschikt is, kan uiteindelijk overgegaan worden op longtransplantatie. Na transplantatie is er een kleine kans dat LAM in de getransplanteerde long terugkomt.
In 2010 is de stichting LAM-Nederland opgericht. Deze stichting heeft tot doel de belangen van LAM-patiënten te behartigen. Ook willen zij het wetenschappelijk onderzoek naar LAM ondersteunen.